# Подберезка
Подберезка — деревня в Бабаевском районе Вологодской области.
Входит в состав Вепсского национального сельского поселения (с 1 января 2006 года по 13 апреля 2009 года входила в Тимошинское сельское поселение), с точки зрения административно-территориального деления — в Тимошинский сельсовет.
Расположена на левом берегу реки Шогда. Расстояние по автодороге до районного центра Бабаево составляет 86 км, до центра муниципального образования деревни Тимошино — 4 км. Ближайшие населённые пункты — Новинка, Тимошино, Угловая.
Население по данным переписи 2002 года — 52 человека (19 мужчин, 33 женщины). Преобладающая национальность — русские (96 %).